# Jürgen Locadia
Jürgen Leonardo Locadia (* 7. November 1993 in Emmen, Niederlande) ist ein niederländischer Fußballspieler.

## Karriere

### Verein
Locadia wurde bei der PSV Eindhoven ausgebildet und stand seit der Saison 2012/13 fest im Profikader. Sein Eredivisie-Debüt gab er am 30. September 2012 gegen die VVV-Venlo. In 176 wettbewerbsübergreifenden Spielen schoss der Stürmer 62 Tore und wurde mit der Mannschaft zweimal Meister, einmal Pokalsieger und gewann zweimal den nationalen Supercup. Für die Zweitmannschaft Jong PSV spielte Locadia 25-mal und konnte 22 Treffer verbuchen.
Im Januar 2018 wechselte der Niederländer zum englischen Erstligisten Brighton & Hove Albion. Die bezahlte Ablöse war für Brighton ein Rekordtransfer und soll nach Presseberichten bei 14 Mio. Pfund gelegen haben.
Im Sommer 2019 wechselte Locadia leihweise für eine Spielzeit in die Bundesliga zur TSG 1899 Hoffenheim. Der Niederländer absolvierte für die TSG elf Bundesligapartien (vier Tore, eine Vorlage) sowie ein Spiel im DFB-Pokal, konnte sich aber nicht gegen die Konkurrenten Sargis Adamyan und Ihlas Bebou durchsetzen. Ende Januar 2020 wurde das Leihgeschäft vorzeitig beendet und Locadia kehrte nach England zurück.
Ohne weitere Aktivität für Brighton wurde Locadia bis zum 5. Juli 2020 an das MLS-Franchise FC Cincinnati weiterverliehen. In der Saison 2020 kam er auf 17 Einsätze, in denen er ein Tor erzielte. In der Saison 2021 erfolgten bis zu seinem Vertragsende 9 weitere Einsätze, in denen er einmal traf.
Anschließend kehrte Locadia zur Saison 2021/22 zu Brighton & Hove Albion zurück. Er kam jedoch nur zu einer Einwechslung im November 2021. Daher wechselte er Anfang Januar 2022 wieder in die Bundesliga zum VfL Bochum. Beim Aufsteiger erhielt der Stürmer einen Vertrag bis zum Saisonende. Nach elf Ligaspielen wurde sein Vertrag im Sommer nicht verlängert. Am 12. August 2022 unterschrieb er im Iran einen Vertrag beim FC Persepolis. Für den Erstligisten aus der Hauptstadt Teheran bestritt er bis Jahresende neun Erstligaspiele. Von Januar 2023 bis Anfang April 2023 war er vertrags- und vereinslos. Am 7. April 2023 verpflichtete ihn der chinesische Erstligist Cangzhou Mighty Lions FC. Ein Jahr später wechselte er zum Aufsteiger SD Amorebieta in die spanische Segunda División.

### Nationalmannschaft
Locadia kam für verschiedene niederländische Nachwuchsnationalmannschaften zum Einsatz. Im November 2015 nominierte Bondscoach Danny Blind den Angreifer erstmals für die A-Auswahl, Locadia wurde aber nicht eingesetzt.
Ende Mai 2023 wurde er in die Nationalmannschaft von Curaçao einberufen, für welche er am 13. Juni 2023 beim Freundschaftsspiel gegen Puerto Rico debütierte. Vier Tage später erzielte er bei der Niederlage gegen St. Kitts und Nevis in der Qualifikation für den Gold Cup sein erstes Tor für die Auswahlmannschaft.

## Erfolge
- Niederländischer Meister: 2015, 2016
- Niederländischer Pokalsieger: 2012
- Niederländischer Supercupsieger: 2016, 2017